# Haga gård

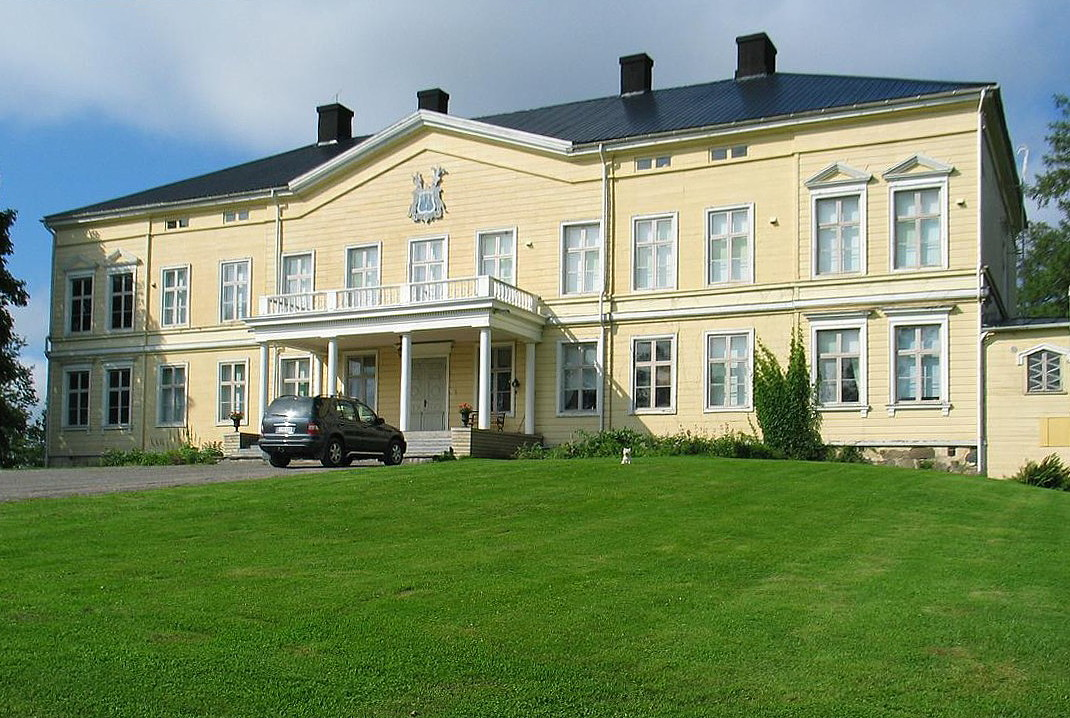
Ätten Boije af Gennäs vapen pryder huvudbyggnadens fris på Haga gård.

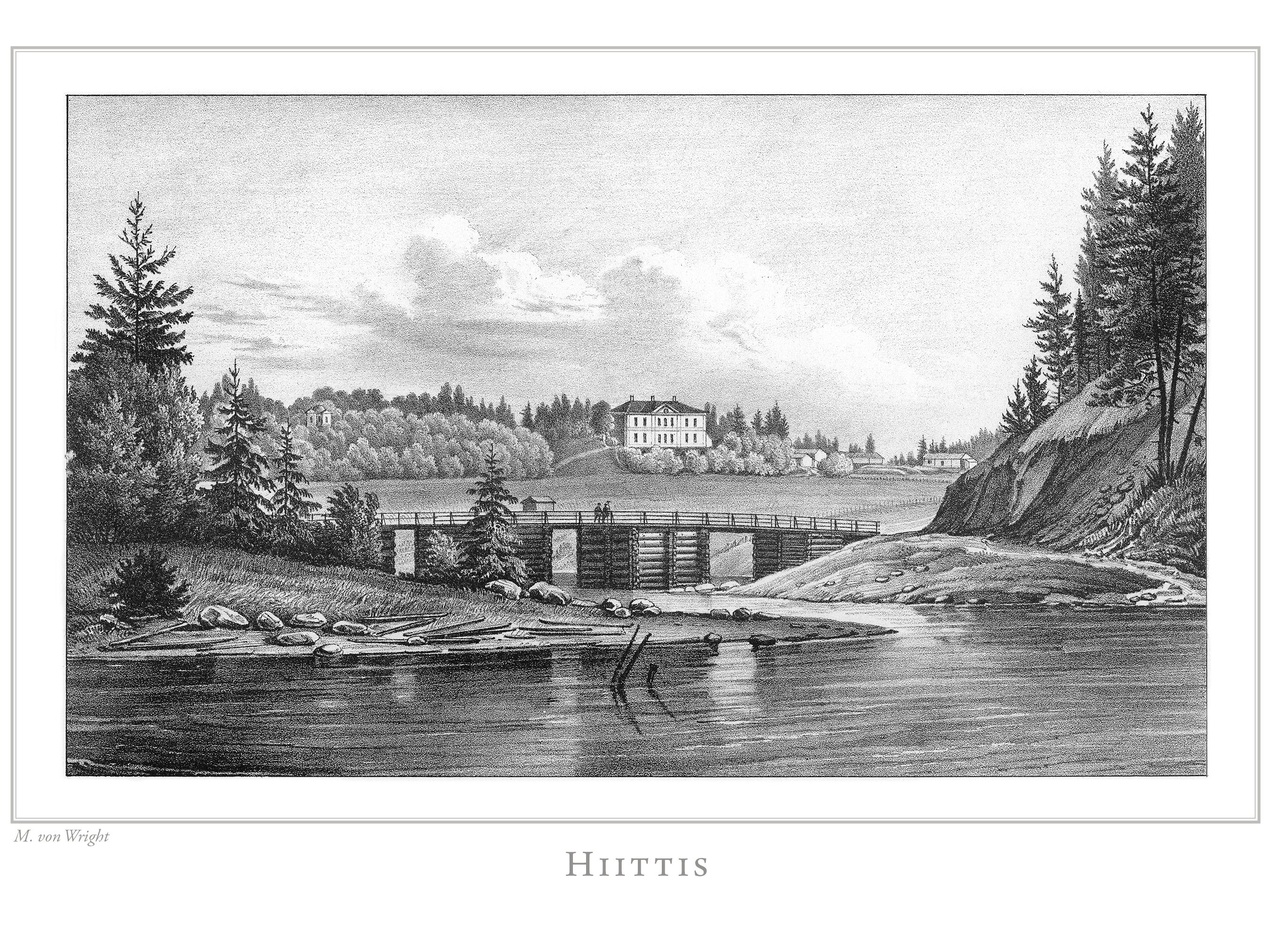
Litografi i Finland framstäldt i teckningar utgiven 1845-1852.

Haga gård (finska: Hakoisten kartano) är en herrgård på stranden av Kernala sjö i Janakkala, Tavastland, Finland. Haga gård omnämns redan 1560, ägdes sedan av släkten Uggla till 1795, då det övergick till släkten Leijonhufvud och genom giftermål till familjen Boije af Gennäs. Under ett besök i Finland gästade Gustav III Haga gård.
Den gulmålade huvudbyggnaden i trä började byggas 1796 eller 1797, men färdigställd blev den först efter Finska kriget. Byggherre var baronessan Helena Elisabeth von Burgenhausen. Några ritningar är ej bevarade, men enligt en teckning från 1820 hade den fått sitt nuvarande utseende. Andra byggnader värda att omnämna är den på 1700-talet byggda rappade och med pilastrar utsmyckade visthusrad, samt det nyklassicistiska vagnslidret, vilket senare är rejält ombyggt. Därtill finns den i tegel 1850 byggda och 1936 utvidgade ladugården. 
Nära sätesgården finns ett högt, brant berg, som kallas för Haga borgberg. På dess platå finns rester av en borgruin, delvis byggd i tegel, av det som kan vara det äldsta Tavastehus slott, innan det flyttades 17 kilometer till sin nuvarande plats i Tavastehus.